# Њу Талса (Оклахома)
Њу Талса (енгл. New Tulsa) град је у америчкој савезној држави Оклахома.

## Демографија
По попису из 2000. године број становника је 568.
| Група             | 2000.       | 2010.    |
| Белци             | 435 (76,6%) | 0 (0,0%) |
| Афроамериканци    | 36 (6,3%)   | 0 (0,0%) |
| Азијати           | 10 (1,8%)   | 0 (0,0%) |
| Хиспаноамериканци | 17 (3,0%)   | 0 (0,0%) |
| Укупно            | 568         | 0        |